# ボフミール・シュメラル

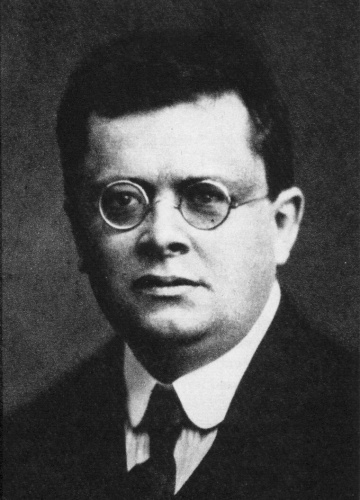
ボフミール・シュメラル

ボフミール・シュメラル（Bohumír Šmeral、1880年10月25日-1941年5月8日）は、チェコスロバキアの政治家、チェコスロバキア共産党の創設者の一人。
トシェビーチ出身。プラハ・カレル大学で法律を学ぶ。在学中から政治活動にかかわり、チェコ社会民主党の機関紙『プラーヴォ・リドゥ』の記者として活動した。1909年、党執行委員会委員に選出され、1911年にはオーストリア＝ハンガリー帝国議会議員となった。シュメラルは、帝国の連邦化を主張していたが、戦争の進展に伴い、党内で独立を求める声が高まり、指導者の地位から追われた。
チェコスロバキア建国後の1920年、ソ連を訪問し、ウラジーミル・レーニンと会見。1921年5月にチェコスロバキア共産党を結成し、中央委員会委員として党を率いた。しかし社会民主主義に妥協的な姿勢が党のボリシェヴィキ化を進めるクレメント・ゴットワルドらに批判され、実権を失っていった。1926年からコミンテルンの活動に従事した。1938年のミュンヘン会談とそれに続くチェコスロバキア解体後、ソ連に亡命し、1941年、モスクワにて死去。